# Иванчов, Тодор
Тодор Ива́нчов (болг. Тодор Иванчов; 1858, Тырново — 1905, Булонь-Бийанкур, Франция) — болгарский государственный и политический деятель, премьер-министр Болгарии (13 октября 1899 — 25 января 1901), депутат в 3-м (1886—1887) и 5-м (1887—1889) и 10-м (1899—1900) Национальных собраниях.
Родился в городе Тырново. Три года изучал медицину в Монпелье. После освобождения Болгарии вернулся на родину, был учителем в Дрянове (1878—1879), директор школы-интерната в Кюстендиле (1880—1883), затем — начальником статистического бюро в Софии.
Будучи активным деятелем либеральной партии, Иванчов работал в первом правительстве Васила Радославова (1886—1887) и правительстве Димитра Грекова (1899). Иванчов в 1903 году был осуждён судом за финансовые злоупотребления, но помилован несколько месяцев спустя.
В 1899 году как министр народного просвещения опубликовал первую официальную орфографию болгарского языка.